# De små synger
De små synger er en sangbog med børnesange, oprindelig redigeret af Margrethe Lønborg Jensen, hvis tekst i de fleste tilfælde, hvor sangene findes i flere udgaver, er den variant, der kendes i dag. De små synger findes i mange forskellige udgaver af forskellig længde og er i senere oplag redigeret af Gunnar Nyborg-Jensen. I den komplette version, med 134 sange, er den dog stort set uændret siden 1. oplag fra 1948, med tegninger af Bitte Böcher og med en dreng med strågult hår og dybrøde kinder på omslaget. Luksusudgaven er forsynet med noder, der annonceres som "den allerførste nodelære". 
De små synger anses som en klassiker og indgår i kulturkanonen fra 2005.

## Nyere udgivelser
- De små synger - 125 børnesange for de mindste, s. 88. København: Høst og Søn, 1993, ISBN 87-14-13160-9

- Jubilæums Cd: 1998 De små synger - 50 børnesange for store og små: Bearbejdet af Søren Nyborg-Jensen med Fuzzy, Hugo Rasmussen, Christina von Bülow, Benita Haastrup og 4. u fra Sankt Annæ Gymnasium. Producer: Jacob Mangwana Haagendal. Høst & Søn HS8714195526, UPC/EAN:9788714195526
- Jubilæums Cd2: 2008 De små synger 2, endnu 50 børnesange for store og små, bearbejdet af Søren Nyborg-Jensen med Fuzzy, Hugo Rasmussen, Christina von Bülow, Benita Haastrup og 6. og 7. klasser fra SAG. Produceret af Jacob Mangwana Haagendal
- De små synger julen ind. 1999. En samling af julesange fra bogen De små synger. Arrangeret af Jørgen Lauritsen og produceret af Jacob Mangwana Haagendal.
- De små synger fylder 70 år i 2018, og i den anledning udkommer den klassiske sangbog i nyt format og med becifringer.

## Indhold
(Ukomplet)
- 01 - "Se min kjole"
- 02 - "Se den lille kattekilling"
- 03 - "Mæ, siger det lille lam"
- 04 - "Oles nye autobil"
- 05 - "På en grøn bakketop"
- 06 - "Verden er så stor, så stor"
- 07 - "Nissen er en kunstig mand"
- 08 - "Abel Spendabel"
- 09 - "Se min smukke, nye dukke"
- 10 - "Lille føl"
- 11 - "Husbonden sender Lasse ud"
- 12 - "Jeg ved en lærkerede"
- 13 - "Mæ, bæ, hvide lam"
- 14 - "Alverdens fugle og dyr"
- 15 - "En lille frø i mosen sad"
- 16 - "Sur, sur, sur"
- 17 - "Der står en gammel lirekassemand"
- 18 - "Pjerrot og månen"
- 19 - "Lille Peter Edderkop"
- 20 - "Bjerget i skoven"
- 21 - "En lille nisse rejste"
- 22 - "Jeg en gård mig bygge vil"
- 23 - "Der bor en bager"
- 24 - "Haren hist i grøften"
- 25 - "Nede i fru Hansens kælder"
- 26 - "Hvem er det der banker"
- 27 - "Ole sad på en knold og sang"
- 28 - "Lille Lise"
- 29 - "Per Spillemand"
- 30 - "Og fire små grise"
- 31 - "Mors lille Ole"
- 32 - "Abc"
- 33 - "Sørens far har penge"
- 34 - "Hør den lille stær"
- 35 - "Ti små cyklister"
- 36 - "Her bygger jeg et hus"
- 37 - "Hvem mon bor i hytten der?"
- 38 - "Her er soen, sikken en"
- 39 - "Danse, danse dukke min"
- 40 - "Jeg var forleden på tur"
- 41 - "Oldemor ugle"
- 42 - "I skoven skulle være gilde"
- 43 - "Velkommen til koncerten her"
- 44 - "Sangen om Nikolaj"
- 45 - "Syv arbejdsvante dværge"
- 46 - "I skovens dybe stille ro"
- 47 - "Når småbørn klynker ved aftenstide"
- 48 - "Bonden gik i skoven"
- 49 - "Den lille Ole med paraplyen"